# Onlinetegneserie
En onlinetegneserie (på engelsk: webcomic eller online comic) er en webbaseret tegneserie. Størstedelen af dem findes udelukkende på nettet, selvom en del af dem også kan købes i print, oftest i forbindelse med, at de har fået sig en fast læserskare gennem tiden. Onlinetegneserier har opnået stor succes gennem tiden på grund af internettets muligheder for nemt at kunne komme ud med sin tegneserie, og den åbenlyse fordel, at det er billigt og nemt at skabe en tegneserie i farver uden at skulle trykke den, og så samtidig gøre den tilgængelig for hele verden.
Tegneserier i onlineform har vist sig at være et medie, der er kommet for at blive, og som konstant bliver udforsket på nye måder, da den økonomiske frihed bragte enorm kunstnerisk frihed med sig. Og ligeså gjorde den digitale form det muligt, at lave tegneserier der ikke var mulige i print. På den måde adskiller onlinetegneserier sig ofte fra tegneserier i print, meget i stil og format.

## Community
Samtidig med, at antallet af onlinetegneserier er vokset, er der også at stigende antal af såkaldte "webcomic communities". Der er fanbaser, som kunstnerne skaber gennem brugen af fora, fansektioner og blogs. Kunstnerne selv skaber også et community gennem udveksling af emails, links, forum posts og måske gæstetegninger til andre striber, fan art eller cross-overs. Der er også deciderede webcomic-lister, hvor de forskellige serier kan kæmpe sig op til toppen på listerne og derved få flere læsere (buzzComix, onlinecomics.net og DrunkDuck), eller andre sider, der samler links til de utallige onlinetegneserier der findes.

## Økonomi
De fleste tegneserieskabere, der vælger onlineformen er nødt til at betale det hele ud af egen lomme, hvilket mest er serverplads og tegneredskaber, hvorefter de så lægger deres serie gratis ud på nettet. For at en onlinetegneserie skal kunne tjene penge, så er den nødt til at have opbygget sig en solid læserskare, der er villig til at betale penge for at holde serien i live. Mange onlinetegneserier har levet på donationer fra fans, og når de havde besøgende nok kunne de indsætte reklamer på deres websted. Dette er også en nødvendighed, da hosting bliver dyrere, jo flere besøgende der kommer. Merchandise har også være en metode, samt at få opbygget sig et ry, så man modtager tegnerelaterede opgaver fra andre sider. De mest succesfulde tegneserier har udgivet deres serier på tryk, f.eks. PVP, Penny Arcade, Sluggy Freelance, Megatokyo, Kiwis by beat og mange flere.
For nogle kunstnere er det muligt at arbejde fuldtid på deres serie uden at behøve et sidejob for at have råd til det. Denne gruppe af professionelle webcomicskabere omfatter blandt mange andre Scott Ramsoomair fra VG Cats, Jeph Jacques fra Questionable Content, R. K. Milholland fra Something Positive, Tim Buckley fra Ctrl+Alt+Del.